# داریوش حسینی
داریوش حسینی (زادهٔ ۱۳۴۸ در تهران) طراح و نقاشی معاصر ایرانی است. او مدرس و عضو (هیئت علمی) گروه نقاشی( دانشکده هنرهای زیبا دانشگاه تهران)از سال ۱۳۷۵ تا ۱۳۹۰ بوده‌است.

## زندگی

### کودکی و نوجوانی
داریوش حسینی، فرزند مهدی حسینی و زری صفری در ۲۳ دی ۱۳۴۸ در تهران به دنیا آمد. در سال ۱۳۵۵ به همراه خانواده به کرج نقل مکان نمود و تمامی دوران کودکی و نوجوانی تا قبل از ورود به دانشگاه را به مدت دوازده سال در کرج زندگی کرد. او فرزند دوم خانواده و صاحب یک برادر و دو خواهر است. از هفت سالگی نقاشی را به شکل خود انگیخته و بدون آموزش شروع و تا یازده سالگی ادامه داد. در این دوره جنس کارهایش کودکانه نبود و تمایل زیادی به واقع نمایی داشت. سپس به مدت هفت سال و به خاطر مشغولیت‌های ورزشی دست از نقاشی کشید و دوران دبیرستان را در رشته علوم تجربی گذراند.

### تحصیلات دانشگاهی
یکسال پس از اخذ دیپلم تجربی، در سال ۱۳۶۹ در دانشکده هنرهای زیبا دانشگاه تهران در رشته نقاشی پذیرفته شد و از آن زمان تا کنون بی وقفه به نقاشی و طراحی مشغول بوده‌است. او در دوره دانشجویی به تمرینات طراحی و نقاشی بازنمایی عینی با شیوه‌ها و تکنیک‌های گوناگون و سپس تجربیات انتزاعی در سبک‌های مختلف پرداخت (از سال ۱۳۶۹ تا ۱۳۷۳). بعد از این دوران طی سال‌های ۱۳۷۶ تا ۱۳۷۹ تحصیلات خود را در مقطع کارشناسی ارشد رشته تصویرسازی در دانشکده هنرهای زیبا دانشگاه تهران به انجام رسانید.

### آغاز فعالیت‌های هنری
پس از اتمام دوره کارشناسی ارشد و در طول سال‌های ۱۳۷۹ تا ۱۳۸۰ به تجربه‌های فرمی متعدد روی می‌آورد. وی در این مدت در حال پایه‌ریزی آن چیزی بود که تا کنون از جمله مهترین عناصر زیبایی‌شناسانه آثار او محسوب می‌شوند، یعنی همان چیزی که به عنوان جوهره فرمی در نقاشی از آن یاد می‌کند. ماحصل این تجربه‌ها پدید آمدن سه ویژگی تخریب و ترسیم، کلاژ و بداهه پردازی بود که به عنوان مهمترین ویژگی‌های فرمی آثار او تا کنون نیز ادامه دارند.

### شروع فعالیت تدریس
او از بهمن ۱۳۷۵ تا دی ماه ۱۳۸۳ به عنوان استاد مدعو در دانشکده هنرهای زیبا دانشگاه تهران به تدریس طراحی و نقاشی اشتغال داشت و در ادامه از بهمن ماه ۱۳۸۳ تا دی ماه ۱۳۸۹ به عضویت هیئت علمی در گروه نقاشی همان دانشکده درآمد. در سال ۱۳۸۳ آموزشگاه هنرهای تجسمی آریوش را تأسیس کرد و تا کنون در همین آموزشگاه به تدریس طراحی و نقاشی مشغول بوده‌است، این آموزشگاه در حوزه طراحی، نقاشی، مجسمه‌سازی و چاپ دستی فعالیت دارد.

## سبک
سبک وی فیگوراتیو انتزاعی ست که در بازگشت از انتزاع به واقع نمایی حاصل شده‌است. در آثار او ترکیبی از بازنمایی و انتزاع به شکل رفت و برگشت بین شیوه‌های انتزاعی و فیگوراتیو و آزمودن دستاوردهای حاصل از این دو را به روشنی می‌توان باز شناخت. مجموعه‌های او از فیگورهای انسانی، اسکلت‌های برهم افتاده، دمل‌های سربازکرده و ملخ‌ها حاصل آمیختگی تجربیات نقاش در این دو زمینه هستند. موضوعاتی که او برمی‌گزیند معمولاً بیشترین فرصت برای آزاد شدن ظرفیت‌های بصری و کنش نقاشانه در جهت صورت بخشیدن به موقعیت‌های ذهنی و روانی مورد توجه نقاش را در اختیار او قرار می‌دهند.
او در رابطه با تنوع آثارش معتقد است هنرمند باید بتواند با طرح موضوعات گوناگون فرم و محتوایش را گسترش دهد و در هر کارنمایی حاصل کشف و شهودی جدید را به مخاطب عرضه کند. لذا از ارائهٔ فضایی آشنا با یک تم و موضوع طی سال‌های متمادی پرهیز می‌کند و اینچنین خواست خود را مبتنی بر کشف موقعیت‌های جدید محقق می‌سازد.

## فعالیت‌ها
1. مدرس و عضو هیئت علمی گروه نقاشی دانشکده هنرهای زیبا دانشگاه تهران (۱۳۷۵ - ۱۳۹۰)
2. عضو پیوسته انجمن نقاشان ایران (۱۳۹۲- ۱۳۹۷)
3. نمایشگاه‌های انفرادی:
  - نمایشگاه طراحی (چاپ و کلاژ) (پرسش‌های ابدی، گالری لاله ۱۳۸۱)
  - نمایشگاه نقش برجسته‌های کاغذی (گالری طراحان آزاد ۱۳۸۲)
  - نمایشگاه نقاشی (گالری لاله ۱۳۸۵)
  - نمایشگاه طراحی و نقاشی (گالری طراحان آزاد ۱۳۸۵)
  - نمایشگاه طراحی (گالری لاله ۱۳۸۶)
  - نمایشگاه نقاشی (پیاده نظام، گالری طراحان آزاد ۱۳۹۰)
  - نمایشگاه نقاشی (منطقه آزاد، گالری طراحان آزاد ۱۳۹۳)
  - نمایشگاه طراحی (مجموعه یادداشت‌ها/ رونمایی کتاب یادداشت‌ها، گالری فراهانی ۱۳۹۳)
  - نمایشگاه طراحی (دیستوپیا، گالری امکان ۱۳۹۶)
  - نمایشگاه طراحی (مجموعه یادداشت‌ها، گالری امکان ۱۳۹۶)
  - نمایشگاه طراحی (دیستوپیا، گالری دیبا کرمان ۱۳۹۶)
  - نمایشگاه نقاشی (واید/شات، گالری اُ ۱۳۹۸)
  - نمایشگاه نقاشی (پیاده نظام، گالری سرادی پور ۱۳۹۸)
4. حضور در بیش از ۶۰ نمایشگاه گروهی، ادواری و سالانه ملی ایران از جمله:
  - اولین نمایشگاه بین‌المللی طراحی معاصر ایران (موزه هنرهای معاصر تهران ۱۳۷۸)
  - پنجمین دوسالانه بین‌المللی کاریکاتور معاصر تهران (موزه هنرهای معاصر تهران ۱۳۸۰)
  - هفتمین دوسالانه ملی نقاشی معاصر ایران (مرکز فرهنگی هنری صبا ۱۳۸۷)
  - هشتمین دوسالانه ملی نقاشی معاصر ایران (مرکز فرهنگی هنری صبا ۱۳۹۰)
5. داوری جشنواره‌های ملی ایران از جمله:
  - نخستین جشنواره بین‌المللی هنرهای تجسمی دانشجویان کشور (تهران ۱۳۸۸)
  - کارگاه عملی نقاشی هشتمین دوسالانه ملی نقاشی معاصر ایران (نیشابور ۱۳۹۰)
  - سومین جشنواره ملی نقاشی لافت (قشم ۱۳۹۱)[۸]